# Cariami
Cariamae és el nom suggerit per a un grup d'ocells no voladors que van aparèixer fa uns 63 milions d'anys. El grup inclou les famílies Cariamidae, Phorusrhacidae, Bathornithidae i Idiornithidae. Tot i que tradicionalment s'han considerat un subordre dels gruïformes, basant-se en estudis morfològics i genètics s'ha demostrat que pertanyen a un grup d'ocells separat i que els seus parents vius més propers són els falcònids, psitaciformes i passeriformes.